# Шерштетен
Шерштетен (њем. Scherstetten) општина је у њемачкој савезној држави Баварска. Једно је од 46 општинских средишта округа Аугсбург. Према процјени из 2010. у општини је живјело 987 становника. Посједује регионалну шифру (AGS) 9772197.

## Географски и демографски подаци
Шерштетен се налази у савезној држави Баварска у округу Аугсбург. Општина се налази на надморској висини од 560 метара. Површина општине износи 15,7 km². У самом мјесту је, према процјени из 2010. године, живјело 987 становника. Просјечна густина становништва износи 63 становника/km².